# CROSS†CHANNEL
『CROSS†CHANNEL』（クロスチャンネル）は、FlyingShine制作のアダルトゲーム。群青学院の放送部を舞台とした学園モノ。劇中で同じ時間を何度も繰り返す「ループもの」に該当する。

## 歴史
CROSS†CHANNEL
2003年9月26日発売。
CROSS†CHANNEL 〜To all people〜
2004年3月18日、KIDよりCEROレーティング18歳以上対象のPlayStation 2版が発売された。家庭用向けのシナリオ修正はオリジナル版と同じ田中ロミオの手によって行われており、他のシナリオライターは関わっていない。
2010年2月25日、PlayStation Portable版がサイバーフロントより発売された。CEROによるレーティング設定は「D 17才以上対象」。
CROSS†CHANNEL 〜In memory of all people〜
2011年4月14日、Xbox 360版がサイバーフロントより発売された。PSP版に比べ、シナリオのボリュームが1.5倍に増えている。追加シナリオの1つ「ANOTHER STORY」は、本編では明らかにならなかった「8人しか存在しないはずの世界で見つかった死体は誰のものか」という謎の答えになっている。これは『CROSS†CHANNEL 公式設定資料集』に収録されたシナリオを改めてゲーム化したものである。もう1本の追加シナリオ「AFTER STORY」は本編の後日談を描いたものであり、独自の主題歌が収録されている。このほか、本編の表現もPS2・PSP版よりPC版に近くなっている。
CROSS†CHANNEL 復刻版
2012年11月22日、解像度を修正したWindows版が発売。
CROSS†CHANNEL 〜For all people〜
2014年6月24日、PlayStation 3版とPlayStation Vita版が5pb.より発売。2020年8月20日にはNintendo Switch版がレジスタより発売。
CROSS†CHANNEL -FINAL COMPLETE-
2014年9月24日、18禁要素とCS版で追加されたエピソード新CGを完全移植した完全版が発売。初回特典には「復刻版CROSS†CHANNEL」、「CROSS†CHANNEL メモリアルイラストレーションズ」、「初代 CROSS†CHANNELサウンドトラックCD」が同梱。

## あらすじ
主人公の黒須太一は、群青学院の放送部に所属し、そこで得た仲間たちとの楽しい時を送っていた。しかし、ともに時間を過ごす中、それぞれ心に歪みを抱えたメンバーたちの間には亀裂が生まれ、あるときを境にそれは決定的な破綻となり、放送部は断絶してしまう。
太一が起死回生を賭けて臨んだ合宿も失敗に終わり、仲を違えた状態で彼らは帰路に就くが、到着した先は生物の存在が消えて静まり返った街だった。「世界で8人だけの人類」になるという異常な状況下で、メンバーはそれぞれの歪みを顕にして迷走し始め、もはや部活などできる状態ではなくなり、部長の宮澄見里だけが夏休みの課題であるラジオ放送用アンテナを組み立てる活動を行っている状態であった。

## 舞台背景
物語の舞台は日本だが、ある時期から、先天、あるいは後天的に精神に異常を持つ者が急増し始めた。原因は不明だが、多くが少年少女であり、また他人を傷つけるものであったために「当人の心の問題」を外れた深刻な社会問題となっていく。政府は水面下でいくつかの政策を打ち出した。その内容は不明とされているが、本編中の記述から、「適応係数」の設定と測定試験の実施がその一端であることが示されている。

### 群青学院
物語の主な舞台。「学院」とあるが、その実態は「適応試験」の実施、あるいはそれ以外の過程によって、「社会に適応できない」と判断された少年少女たちの精神治療、健常化を名目上の目的とした、屈強なガードマンや精神科医が常駐する実質的な隔離施設である。その内容上留年が日常茶飯事であるが、一定の期間を経ても状態に変化の見られないものは、更なる施設へ送られる（そういう人々は、精神構造が人間のそれと乖離している、と語られる）。通常の会話が成立するのは、一クラス10人前後である。
社会的にも暗黙の了解としてその内実が知られており、一部では差別などが付きまとっている。
なお、少数ながら身体障害者を受け入れる枠もある。

### 適応係数
特定の個人の一般社会との適応、あるいは非適応の度合いを表した数値。「適応試験」によって測定されるが、その内容や経緯は本編中では明確な描写がない。数値は百分率で表され、大きいほど重篤であるとされる。なお、30パーセントを超えた場合社会に適応不可能とされる。群青学院での平均数は45パーセント前後である。本編中では「適応係数84(%)」の主人公・黒須太一が、学院でもっとも重篤であると語られている。なお、数値は精神構造の異常さを示すものであり、重篤の人間でも（通常時は）問題なく日常生活を送っている場合がある。

## 登場人物
声の表示は、PC版 / 家庭用ゲーム機版の順。
黒須 太一（くろす たいち）
声：なし
本編の主人公。両親はすでに無く、引き取ってくれた「睦美さん」の家に居候している。
享楽的な性格で、突拍子もない言動や行動で周囲を振り回す。自称エロ大王。白髪と猫のような目が特徴的な美少年だが、なぜか自分の容姿を醜いと思い込んでおり、深いコンプレックスがある。ネコと同様にタペタムを備えた太一の目は、ストーリーが進むにつれ物語の核心に関連するキーとして重大な意味をもってくる。
適応係数は84。学院でもっとも重篤な少年。「血」が苦手で、血を見ると異常な凶暴性を表す。また、異常に感覚（特に他者の害意に対し）が鋭敏。誰も傷つけたくないため「群」より「個」であることを好む傾向があり、自立（孤立）した他者を「キレイなもの」として歪んだ愛着を抱き、それが堕落したり、価値を失うことに落胆や怒り、興奮を覚える美的感覚を持ち合わせる。一方で「普通」に対して強い執着があり、他人との繋がりを求める一面がある。生まれ変われるのならばタニシになって何も考えずに生きていたいと思っている。
過去の事件により、行動原理が異常なまでの攻撃性を持つものになり、同時に人として持っていた「理性」を一時完全に損失あるいは忘却しており、現在の人格は支倉曜子らによって形成され、後付けされたものに過ぎず、ふとしたきっかけ（他者からの攻撃、悪意、血を見るなど）で内面をさらけ出し、攻撃的な欲求のままに暴走してしまう。感情と理性が両極端で、他人に対して分析的に接している面がある。太一自身そんな自分を嫌悪しており、「心の平穏」を保つため、また他者との平穏な繋がりを求めて、常に狂奏的な道化を演じている。
その人格は多面的であり、複雑であり、理解は困難である。
山辺 美希（やまのべ みき）
声：榎津まお / 野中カオリ
波がかった髪と貧乳が特徴な、太一の後輩。太一のセクハラにも動じない明るくノリの良い性格。親友の佐倉霧と二人で「FLOWER'S」（お花ちゃんたち）と呼ばれる。ケンカしがちな太一と霧に気を揉んでいる。家は貧しく昔からある古い団地住まいである。
適応係数は40そこそこと自称している。実は他人に対する「共感」が欠落しており、常軌を逸した深い「自己愛」を抱えている。そのため必要とあらば躊躇無く他人を切り捨てる冷酷さを持つ。親友の霧は、自分に害意が迫った時のための「盾」であり、本編でもさりげなく危機感を煽るなどして彼女の行動を巧妙に誘導している。
しかし、太一や曜子に比べて「人」としての倫理観が確立しており、他人を犠牲にすることに本人も自覚の無い罪悪感を覚え、精神を磨耗させている。そのため、霧が事故で屋上から転落しそうになった際、反射的に助けて傷を負う場面もある。「個」で生きられるほどの精神は無く、「自己愛優先」の「群」を望んでいる（誰とも接触せず、一人で生きることを「気が狂いそうになる」と評している）。ある意味、太一に次ぐ多面的（精神的な表裏）な人物である。
実は世界のループに気がついており、「自己愛」に従って自身の「初期化」を拒絶し、ある方法で「固有の自分」を保ち続けている。また、太一が内に秘める危険性も知っており、明るい笑顔の裏で警戒と細心の注意を払っている。
佐倉 霧（さくら きり）
声：中瀬ひな
中性的な容姿の後輩。かなりの潔癖症で気が強い。群青学院には従兄の新川豊と共に転入してきた。以前の学校で虐めを受けており、周囲に対して不信感を抱えている。気さくで気の優しい美希とは親友だが、実際の力関係は美希が上で霧は頭が上がらない。通常時の攻撃性は多分に虚勢であり、実際は繊細で傷つきやすい性格。完全な分裂気質。
適応係数は明言されていない。異常なまでに他者の心の機微に敏感な感性を持つ。そんな彼女にとって世界（社会）は悪意に満ちたものであり、常に精神の安定を欠いている節がある。しかし他人に対する嫌悪や恐怖以上に「孤独」を恐れる傾向があり、「信頼できる特定の他者」に依存する傾向が強い。過去においては従兄妹の豊に、現在においては親友の美希に依存している。一時期は豊の紹介で太一とも親交を深めていたが、豊が自殺した一件と、それによって不安定になった彼女を見て太一が暴走したことにより、憎悪と警戒心を抱くようになる。
前述した精神的脆さに加えて「人類の消失」という常識から乖離した状況によって強いストレスに晒され、著しく精神的な安定を欠いている。そのため唯一の精神的支柱である美希を守ろうと、ほかの部活メンバーとの交流を絶って独立しようとしたり、太一を殺害しようと計画を練ったり、美希に太一との交流をやめさせようとする等の狂的な行動に走り始める。
エンディングにおいて「健常化」が認められ、群青学院から他校（全寮制のお嬢様学校）に転校する。その後の生活はPS2版・初回限定版に付属のドラマCDで垣間見ることができる。
宮澄 見里（みやすみ みさと）
声：鳩野比奈 / 及川ひとみ
放送部部長。巨乳とメガネが特徴。通称みみ先輩（何故か「みみみ」と呼ぶと怒る）。島友貴の姉だが、友貴は違う名字を名乗っている。周囲と距離を置いていた太一を「放送部」に誘った張本人でもある。温厚で面倒見もよく、生真面目な人物。運動は大の苦手。
適応係数は30を超えている。「規則」を遵守することに縛られており、そこから派生する重度の自傷癖の持ち主。守られない規則ばかりが横行する世界は彼女にとっては容認できないものであり、その世界を修正するため、自分を傷つけるという形で周囲に対して屈折した攻撃を行う。これが要因で彼女の家庭は二度崩壊している。柔和な笑顔とは裏腹に、あまり本心を表に出さない人物。愛読書は中原中也。　
放送部では一番包容力があり、太一の異常な凶暴性を目の当たりにしても「普通」であろうとする太一の心情を理解し、容認している。ある意味では太一の理解者であり、太一にとっても特別な存在。
人間関係が分解してしまった放送部で、ただ一人「課題」である放送用のアンテナの設置に努めるが、それが本当は逃避行動であることを自覚している。
桐原 冬子（きりはら とうこ）
声：楠鈴音 / 鳴海エリカ
太一のクラスメイト。名家（武家）の娘で意地っ張り。両親からは溺愛されている。太一曰く「反転属性付き勝気娘」。過去太一とは恋人関係にあったが、太一に捨てられてからは太一を敵視している。プライドが高く、群青学院にペーパーテスト（適応試験）ひとつで転入させられたことに納得がいかず（実際は友人を独占しようとしたためクラスメイトと対立し、傷害事件をおこしたため）未だ自身の境遇を否定している。私服登校はその意思表示でもある。周囲に壁を築き、太一に声をかけられるまで孤立していた。
適応係数46（群青学園では平均値）。「孤独」を志向し高いプライドを持っているが、一度依存した相手には際限なく依存し、また独占しようとする。他者に依存するという点のみでは霧と似たようなタイプであるが、彼女の依存には「自己」が含まれておらず、独占を保つためには自身を支えるプライドさえかなぐり捨て、自傷も厭わない。反面、孤立した自己を支えるプライドは堅牢であり、人類の消失した本編世界では、高い確率で餓死に至る。
過去、彼女の「孤高」を好んだ太一により、対人関係の「実験」対象に選ばれ、恋人関係を築くが、彼女の秘める異常性が表出したことで破綻。自傷によって重傷を負った彼女の姿は、太一に戦慄と、淡い罪悪感を与える。
EDでは自分が群青学院の生徒であることを受け入れ、制服を着用していた。
支倉 曜子（はせくら ようこ）
声：児玉さとみ
長い黒髪と無表情が特徴的な少女。太一よりひとつ年上。万能人間。周囲の一切に関心がないが、太一だけには心を許し、彼の言葉に盲目的に従っている。太一とは幼馴染で、「婚約者」。太一と共に睦美に引き取られ、一時期は同居していたが、現在は一人暮ししている。
適応係数は不明（というか群青学院に入学した経緯自体不明）。頭脳、身体能力共に常人を遥かに超え、戦闘技能と鋭い第六感をもつ。忍者のように気配を消すことができ、神出鬼没（太一が呼ぶとどこからとも無く現れる）。一方で表情に乏しく声も平板で、かろうじて行動から感情を感じとれるなど、完成された「自己」を持つが故に他者とのコミュニケーション能力に問題がある。機械的だが、エゴイスト。太一曰く「理性の怪物」。
太一の存在を第一とし、行動（生活）の中心には常に太一をすえている。本編では太一を殺害しようと図る霧を無感情に殺そうとする（未遂に終わる）。作中では唯一、太一が積極的に接触しようとせず、敬遠する人物。太一とは、過去、互いに「同期」を図った半身と呼ぶべき間柄であり、その人格形成にも決定的な影響を与えた人物。
その超常的な能力によって、ほぼ全てのループで世界の秘密に辿り着き、ある思惑の元、太一に助言を与える。
七香（ななか）
声：理多 / 平井理子
謎のセーラー服少女。太一の母親。予兆もなく自転車に乗って登場する度に太一にぶつかってくる。群青学院生ではなく、太一とは面識が無いはずだが、なぜか太一の事をよく知っている。彼以外の人物の前では姿をあらわさない。太一の心象を汲み、時にギャグを飛ばし、時に慰め、彼を「世界」の秘密へと導いていく。
彼女の導きに沿って、太一はループする一週間で自分が何をすべきかを理解し、決断していく。
一貫して太一の平穏を願い、彼の行動にアンチテーゼを唱えこそすれ、何かを強要する事は無い。しかし太一の人生に大幅なマイナス要素を与えてしまった曜子には、はっきりとした嫌悪感を表している。
彼女の存在（その正体も含め）に関しては終盤で触れられているが、それをふまえても彼女の存在には謎が多く、本編でも明確に言及されることはない。
島 友貴（しま ともき）
声：牛久京也 / 山口勝平
太一の友人の放送部員。宮澄見里の実弟。クールに振る舞うが気が小さい。恋人がいるが童貞。群青学院入学前はバスケ部に所属していたが、姉の見里が原因で足に障害を負い、精神ではなく身体の障害者枠により群青学院に入学。コンピューター関連に強く、部活では機材のセッティングを担当する。別の学校に通う優花という彼女がいる。姉に対して愛憎の入り混じった複雑な感情を持っている。
適応係数は17と、メンバーの中ではまともな人間の部類。ループする一週間では「生命維持活動部」なるものを立ち上げ、食料の調達、配給を行うが、それが見里と同種の逃避行動であるとは本人は気づいていない。複雑な感情をもちつつも見里の動向には関心があったようで、彼女の様子をうかがっているところをたびたび太一に目撃されている。本編では、精神的に最も「健常」な人物であるゆえ、見里を含む群青学院生の異常性を表層的にしか理解できていない。
見里が原因での二度に渡る家庭崩壊を機に、姉に対して憎しみを抱くようになり、それがループする一週間では見里の最後の精神的支柱である「部活」の妨害、ひいてはアンテナを破壊するという行為につながっていく。
桜庭 浩（さくらば ひろし）
声：十文字隼人 / 山崎たくみ
太一の友人の放送部員。あだ名はラバ。実家はかなりの富豪で月に50万ものこづかいをもらっている。奇矯な言動が多く、味覚、金銭感覚など、常人に理解し得ない独自の感性の持ち主。学食で販売されている「カレーパン」をこよなく愛する。
適応係数は15と最も低い数値（一般人レベル）だが、なぜか自ら希望して群青学院に入学した。依存的な側面を持つ者が多い部活メンバーの中では珍しく、本編中まったくといっていいほど他者に依存しない、突き抜けてマイペースな人物。社会的な常識は明らかに欠けているものの、他者に直接害を及ぼす問題は見受けられない（適応係数の低さもそのためだと思われる）。ループする一週間においては、放浪していたか、一人で行動することが多かった模様。そのためか、人間関係において問題を抱える登場人物たちの葛藤を描いた本作においてはいささか影が薄く、登場する回数も少ない。
過去（桜庭の学院編入前）、文化祭で女装した太一に一目ぼれし、強姦しようとして太一の反撃を受け、左の鼓膜を損傷して聴覚を失っている。また、なぜかその際に性欲も失っている。
他人の心情を感覚的に察する鋭さを持っており、太一の心情や苦悩を正確に理解していたふしがある。また、意外と思慮深い面があり、「自分のような人間が性欲を失ったのは正解だった」と語っている。作中、ほかの部活メンバーと唯一衝突しない人物であり、積極的に他者と接触することもない。これは、衝突してでも他者との繋がりを望む太一とは対極の在り方である。
堂島 遊紗（どうじま ゆさ）
声：鵜乃瀬朱香 / 東風たまこ
メガネっ娘。太一の近所に住む後輩で、太一になついている。可愛らしい女の子。母親は群青学院の学食に勤務しているパワフルで豪快なおばちゃん。成績は優秀だが運動は苦手。
元々は私立のお嬢様学校に通っていたがいじめで群青学院に転校する。過去に受けたいじめが原因で、精神的なストレスに非常に脆い。群青学院に通い、太一と交流するようになってからはかなり改善していたらしい。しかし、ふとしたことで凶暴性をむき出しにした太一に襲われ、精神に深い傷を負ってしまう。その後の彼女の消息は明示されていない。
作中では太一の回想にのみ登場する。
新川豊（しんかわ ゆたか）
声：間寺司 / 堀川りょう
転校生。佐倉霧の従兄妹。両親は亡くなっており、佐倉霧の家に居候しているが、あまり良い環境ではなかった模様。しかし霧とは実の兄妹のように仲が良い。転校してきてすぐに太一と意気投合した。明朗かつ温厚な性格で、太一も認める「いい奴」。本人も太一の事を信頼していた。作中では既に故人で、太一の回想でのみ登場する。
とある理由（精神的要因）で足が悪い。また過去の記憶を喪失しており、先端恐怖症、森の暗がりに病的な恐怖を抱くなどの精神疾患を持っている。その後遺症のためか、何処でも唐突に寝てしまう。太一と初めて会ったとき「初めて会った気がしない」と述べた通り、太一とは過去に関係がある。太一も過去における彼のことを忘却していたが、結果的に運命のいたずらのような再会と、彼が過去の記憶を取り戻したことが残酷な結末を招いてしまう。

## 音楽
本作の音楽のいくつかは、基本となるテーマ曲を元にそれらの変奏で成り立っている。全曲は基本的に長七度や長九度の和音を基調としたニューエイジ・ミュージックの作風で統一している。また、エンディングにたどり着くまで（ヴォカリーズである23曲目を除き）声楽を伴う曲が一切無いのも特徴である。いずれもループを途切れなく再生できる。

## スタッフ
- シナリオ：田中ロミオ
- 原画：松竜
- 音楽：Funczion SOUNDS
- エンディングテーマ：CROSSING
  - 作詞：田中ロミオ
  - 作曲：Funczion
  - 歌：Marica
- XBOX 360版「AFTER STORY」オープニングテーマ：群青のティファレス
  - A&R：富士丸翔
  - 作詞・作曲：志倉千代丸
  - 編曲：新井健史
  - 歌：nao
- XBOX 360版「AFTER STORY」エンディングテーマ：時間の雲
  - A&R：濱田智之
  - 作詞：AKKO
  - 作曲：SHIKITADAHIRO
  - 編曲：酒井陽一
  - 歌：小坂りゆ

## 批評
本作に対し、奈須きのこは「竹箒日記」2003年10月17日付にて「絶対に越えられない壁として君臨する作品」と語り、黎明期からのアダルトゲームを網羅した『超エロゲー』においては大傑作と評価されている。
『ファミ通』2004年3月26日号にて『CROSS†CHANNEL 〜To all people〜』のレビューが掲載された。4人のレビュアーがそれぞれ7, 6, 5, 6点をつけ、40点満点中24点を得た。世界観が独特であることが特徴として挙げられ、個別シナリオのインパクトが強いと述べられた一方、テーマ・文体の癖が強く人によって好みが分かれる作品であると評された。
『ファミ通』2014年7月3・10日号にてPS Vita移植版・『CROSS†CHANNEL 〜For all people〜』のレビューが掲載された。4人のレビュアーがそれぞれ7, 7, 7, 7点をつけ、40点満点中28点を得た。世界観が独特であること、キャラクターの個性が強烈であることなどが特徴として挙げられた。主人公のセクハラまがいの言動は馴染めない人がいるだろうと述べられ、2000年代当時の流行が反映されたテキストは懐かしくもあるが寒くもあると評された。
『ファミ通』2014年7月3・10日号にはPS3移植版・『CROSS†CHANNEL 〜For all people〜』のレビューも掲載されている。こちらは、4人のレビュアーがそれぞれ7, 7, 7, 9点をつけ、40点満点中30点を獲得し、30 - 31点のゲームが対象となる「シルバー殿堂入り」となった。

## 売上
Getchu.com：2003年セールスランキングでは24位となった。

## 盗作騒動
2007年、ケータイ小説文学賞「モバゲー小説大賞」第1回において優秀賞を受賞した『メビウスの輪』が、本作品の盗作ではないかとの指摘がモバゲータウンのレビュー欄に多数寄せられた。主人公たちがループする世界に閉じ込められているところから、最後に1人残った主人公がラジオ放送を始めるところまで、両作品のプロットに複数の共通点があったためである。著者はブログで盗作を否定したものの受賞は辞退し、結局『メビウスの輪』の書籍出版は取り止めとなった。

## 関連商品

### 書籍
- CROSS†CHANNEL公式設定資料集（2003年12月） ISBN 4-89613-943-7
- 小説版CROSS†CHANNEL（2004年4月、パラダイム刊、田中ロミオ監修/伊藤イツキ著） ISBN 4-89490-722-4

### 音楽
- CRISS†CROSS[10]（2003年12月、Funczion SOUNDS）
  - 作中のBGM、主題歌のアレンジ作品集。同人作品扱い。
- FLOWER[11]（2005年2月、Funczion SOUNDS）
  - 山辺美希（CV：榎津まお）ボーカルのイメージソング集。同人作品扱い。